# 凯蒂希
凯蒂希是德国莱茵兰-普法尔茨州的一个市镇。总面积7.78平方公里，总人口3274人，其中男性1613人，女性1661人（2011年12月31日），人口密度421人/平方公里。